# Флорис I
Флорис I (Флоренц I; нидерл. Floris I, нем. Florenz (Florens) I., лат. Florentius I; между 1020 и 1030 — 28 июня 1061) — граф Западной Фрисландии (Голландии) с 1049 года из династии Герульфингов.

## Биография

### Правление
Точный год рождения Флориса I, сына графа Дирка III и Отелинды, неизвестен, но в момент смерти отца его старший брат Дирк IV был подростком. Поэтому, вероятнее всего, Флорис родился между 1020 и 1030 годами.
После гибели в 1049 года бездетного старшего брата, которого епископы Утрехта, Льежа и Меца заманили в засаду около Дордрехта, Флорис I предпочёл не продолжать восстание против императора Генриха III, изъявив ему покорность, за что был утверждён наследником брата. Однако Влардингенскую марку, за которую боролись отец и брат Флориса, он потерял.
При жизни императора Генриха III Флорис I сохранял верность императорской власти, однако после его смерти, наступившей в 1056 году, императорская власть ослабела. Управление Священной Римской империей оказалось в руках вдовы Генриха III Агнесы де Пуатье, правившей от имени малолетнего сына Генриха IV. Флорис решил воспользоваться этим, чтобы вернуть утерянные владения. В результате начался вооружённый конфликт с епископом Утрехта Виллемом I.
В 1058 году императрица Агнеса де Пуатье велела епископам Утрехта и Льежа, архиепископу Кёльна Анно II, графу Лувена Генриху II и маркграфу Фрисландии Экберту I выступить против Флориса I.
В 1061 году около Хёсдена Флорис I разбил противников. Однако 28 июня того же года около Недерхемерта Флорис был застигнут врасплох виконтом Утрехта Германом ван Кийком и был убит.
Старший сын Флориса I, Дирк V, в то время был ещё ребёнком. Ставшая при нём регентом вдова Флориса, Гертруда Саксонская, чтобы защитить права сына, призвала на помощь Роберта, младшего сына графа Фландрии Бодуэна V, а в 1063 году вышла за него замуж.

### Семья
Жена: с приблигительно 1050 года — Гертруда Саксонская (около 1028 — 4 августа 1113), дочь герцога Саксонии Бернхарда II Биллунга и Эйлики Швайнфуртской. Дети:
- Дирк V (около 1050/1055 — 17 июня 1091), граф Западной Фрисландии (Голландии) с 1061 года
- Флорис (умер ранее 1061), каноник в церкви Святого Ламберта в Льеже
- (?) Петер, каноник в церкви Святого Ламберта в Льеже
- Берта (около 1058 — 30 июля 1093); муж: с 1072 года (развод в 1092 году) — король Франции Филипп I (1052 — 30 июля 1108)
- (?) Адель (Кристина) (умерла в 1085); муж: граф Гина Бодуэн I (умер около 1100).

В 1063 году Гертруда вышла второй раз замуж — за графа Фландрии Роберта I Фризского (около 1035 — 13 октября 1093).